# Halone sobria
Halone sobria är en fjärilsart som beskrevs av Embrik Strand 1922. Halone sobria ingår i släktet Halone och familjen björnspinnare. Inga underarter finns listade i Catalogue of Life.